# Rudolf Otto von Ottenfeld

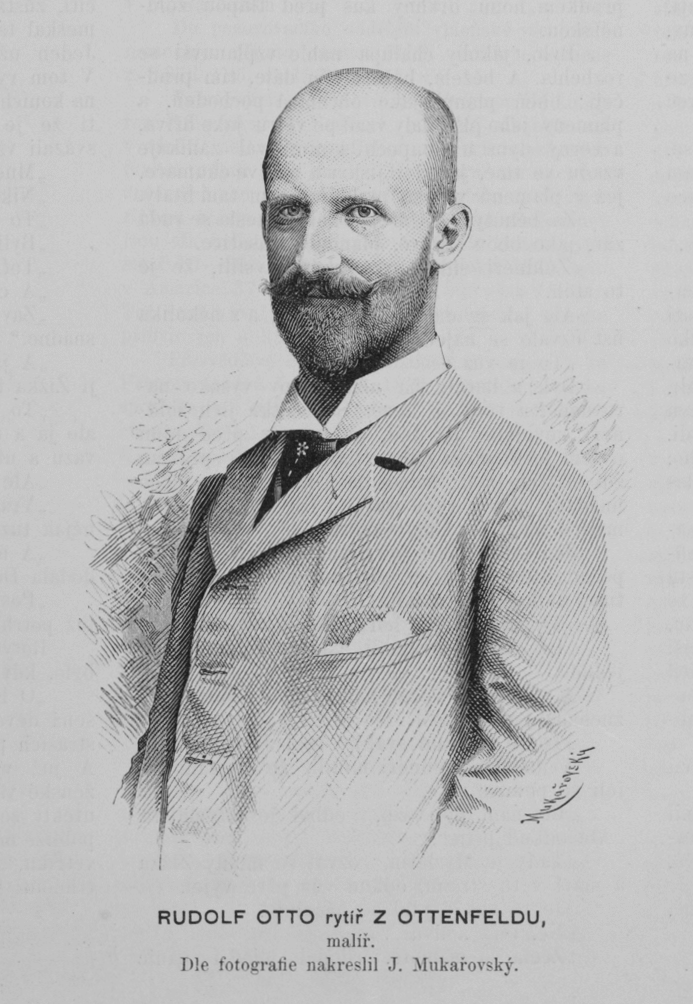
Josef Mukařovský 1890: Rudolf Otto Ritter von Ottenfeld

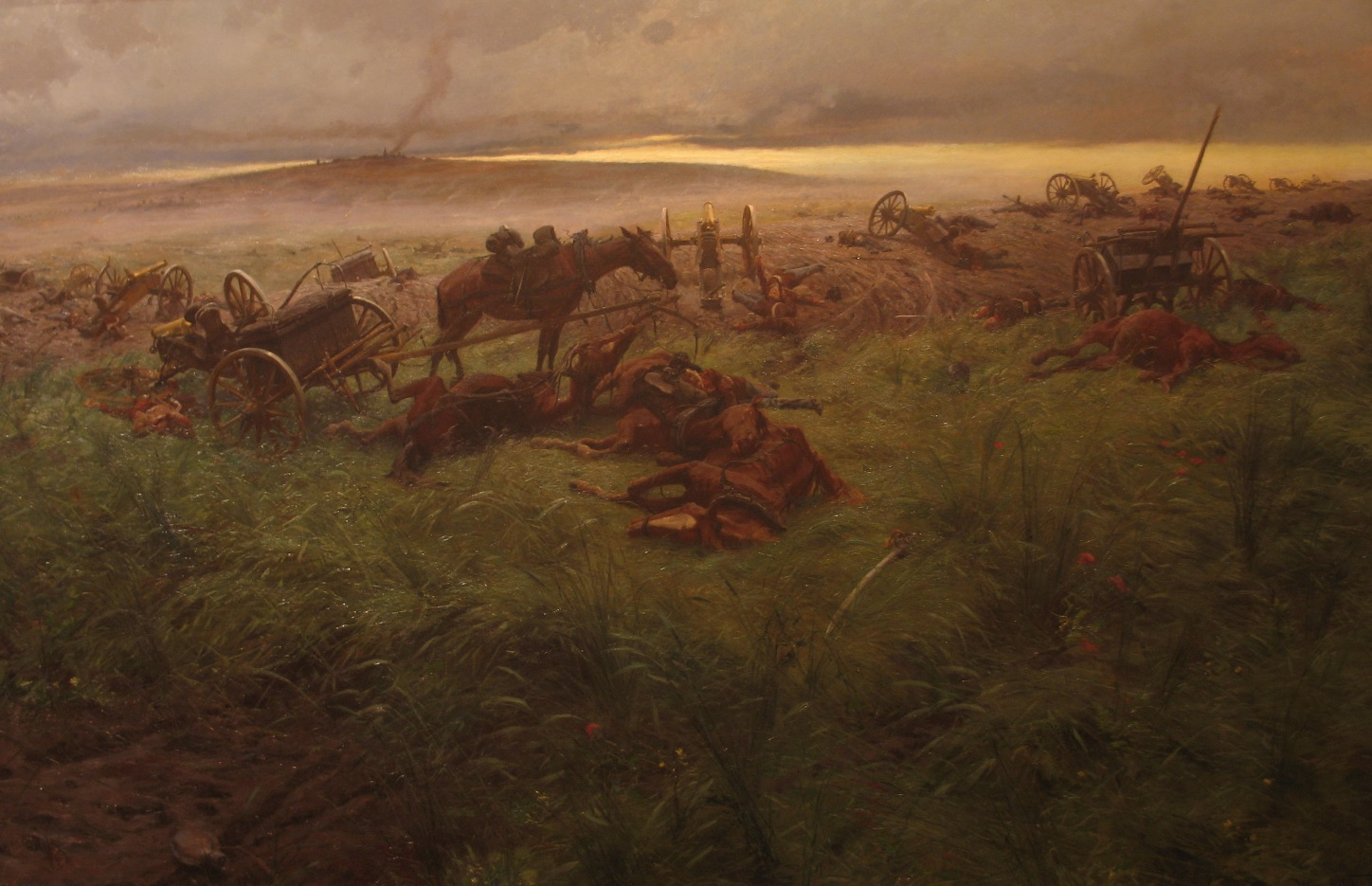
Ein Ruhmesblatt der österreichischen Artillerie. Heeresgeschichtliches Museum, Wien

Rudolf Otto Ritter von Ottenfeld (* 21. Juli 1856 in Verona; † 26. Juli 1913 in Prag) war ein deutscher Schlachten- und Orientmaler.

## Herkunft
Seine Eltern waren der k.k. Major Rudolf Johann Otto von Ottenfeld (* 23. August 1818; † 3. Juli 1866 gefallen in der Schlacht bei Königgrätz) und dessen Ehefrau Ludowika Strankmüller (* 2. Juli 1828; † 2. Dezember 1891).

## Leben
Ottenfeld war Student an der Akademie der bildenden Künste in Wien bei den Professoren Carl Wurzinger und K. L. Müller. Ottenfeld hielt sich in München (1883–1893) und Wien (1893–1900) auf, seine letzten dreizehn Lebensjahre verbrachte der Maler als Professor an der Prager Akademie. 1896 erhielt er auf der Internationalen Kunstausstellung in Berlin eine kleine Goldmedaille. Ottenfeld war Mitglied der Wiener Secession und  beispielsweise Teil des Komitees zur Gestaltung der Ausstellungsräume ihrer ersten Ausstellung.
Er interessierte sich stark für militärische Motive, so sind mehrere Schlachtengemälde sowie auch Uniformbilder – darunter mehrere historisierende Darstellungen – erhalten.

## Familie
Ottenfeld heiratete am 1. März 1890 zu Prag Alexandrine Kriesche (* 30. Mai 1860), eine Tochter des  Fabriksbesitzers Karl Kriesche. Das Paar hatte Zwillinge:
- Felix Oskar Karl (* 18. Juni 1890; † 13. Juni 1898)
- Edith Klementine (* 18. Juni 1890)

## Werke (Auszug)
- Die Kriegsmarine, 1895.
- Ein Ruhmesblatt der österreichischen Artillerie. Die Armeegeschützreserve nach der Schlacht bei Königgrätz am 3. Juli 1866. Öl auf Leinwand, 1897, 194 × 289 cm, Heeresgeschichtliches Museum, Wien.[3]
- Okkupationsfeldzug in Bosnien 1878: Österreichische Truppen überqueren einen Pass in Bosnien, 1878. Öl auf Holz, Heeresgeschichtliches Museum Wien
- Grenz-Scharfschütze und Grenz-Infanterist um 1798. Öl auf Karton, 1896, Heeresgeschichtliches Museum Wien.